# Národní festival dechových orchestrů
Národní festival dechových orchestrů (či jen FEDO Štětí) ve Štětí  v okrese Litoměřice, je co do počtu účastníků druhý největší mezinárodní festival dechové hudby v České republice hned po Kmochově Kolíně. Zakladatelem byl skladatel a dirigent Jaroslav Bílý, který dal vzniknout i několika jiným dechovým festivalům po republice (např. ve Zlíně).

## Historie
9. září 1969 se uskutečnil 1. ročník festivalu jako součást Štětského kulturního podzimu. Na festivalu probíhala třídenní soutěž, kterou vyhrála štětská sestava pod vedením pana Bílého. Festival vyvrcholil 14. září, kdy proběhl slavnostní průvod městem a následně Monstrkoncert, na kterém vystoupilo současně 200 hudebníků. Následujícího ročníku se zúčastnil první zahraniční orchestr, z bývalé Jugoslávie. Do roku 1978 se FEDO konal každý rok, následně však jednou za 2 roky. Do současné doby se tak zúčastnilo festivalu velké množství mažoretkových skupin, hudebníků, kapel a orchestrů z několika desítek zemí (nejen Evropských) a tuzemska. Každý ročník se pravidelně zúčastní festivalu přibližně kolem 1 000 účinkujících.

## Průběh festivalu
Jednotlivé ročníky se již od počátku drží stále podobných osnov. První den, v pátek, dorazí účastníci festivalu a po krátkém vystoupení jsou přivítáni starostou města na radnici. Následující den dopoledne probíhají koncerty v různých částech města, poté se uskuteční průvod jednotlivých kapel v doprovodu mažoretkových skupin a odpoledne koncert na Husově náměstí. Poslední ročníky jsou soboty uzavírány vystoupením mažoretek u věžáků a ohňostrojem. V neděli, po dopoledních představeních, proběhne odpoledne tradiční Monstrkoncert, kde vystupují všichni účastníci společně.

## FERODO
V roce 2008 byl zahájen 1. ročník festivalu rockových dechových orchestrů (FERODO), který probíhá současně s FEDO, avšak poblíž skateparku u Labe. Tento festival má spíše publikum mladších ročníků.

## Galerie

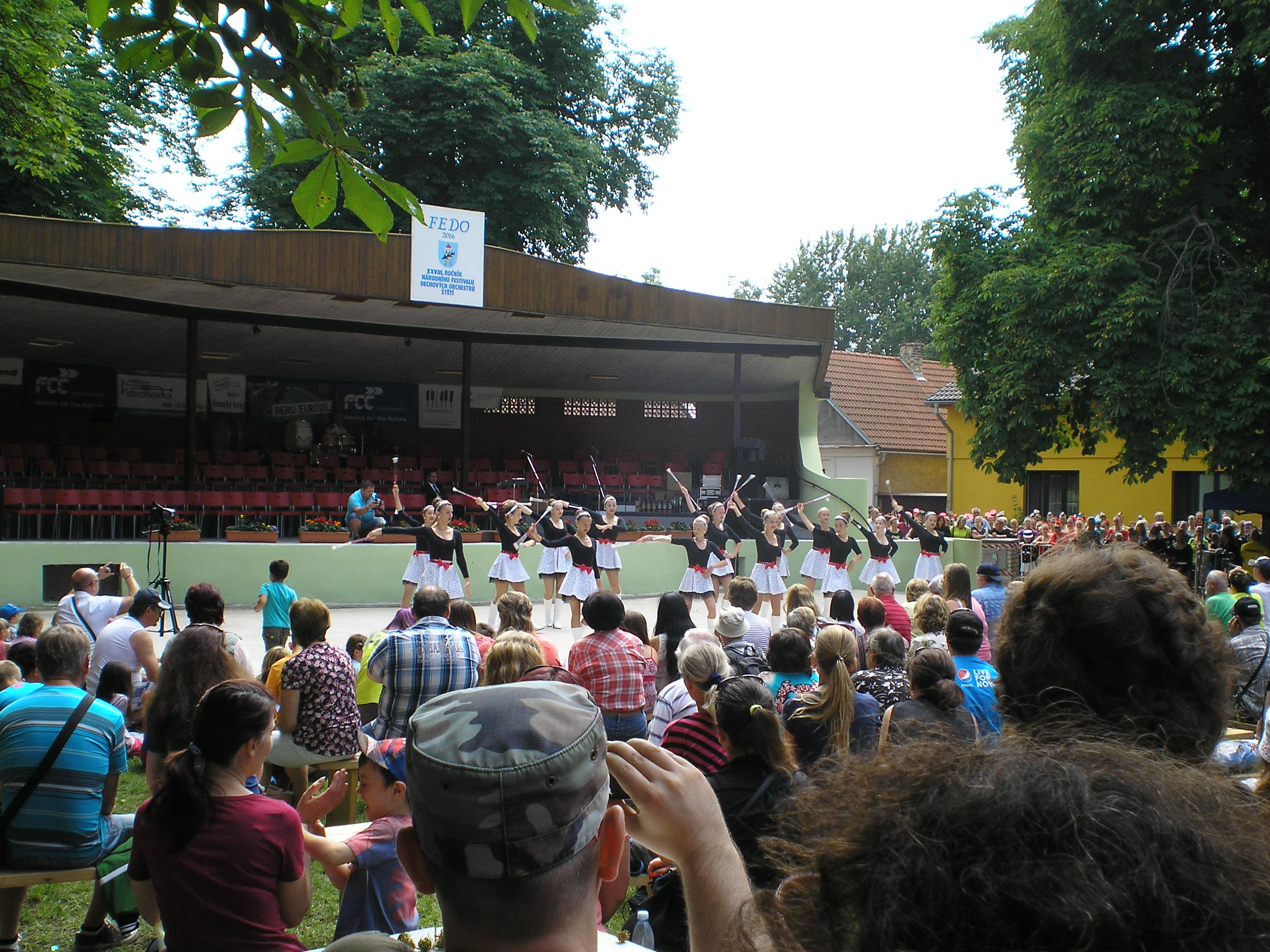
FEDO 2016 – Vystoupení mažoretek SK Nephilim Štětí
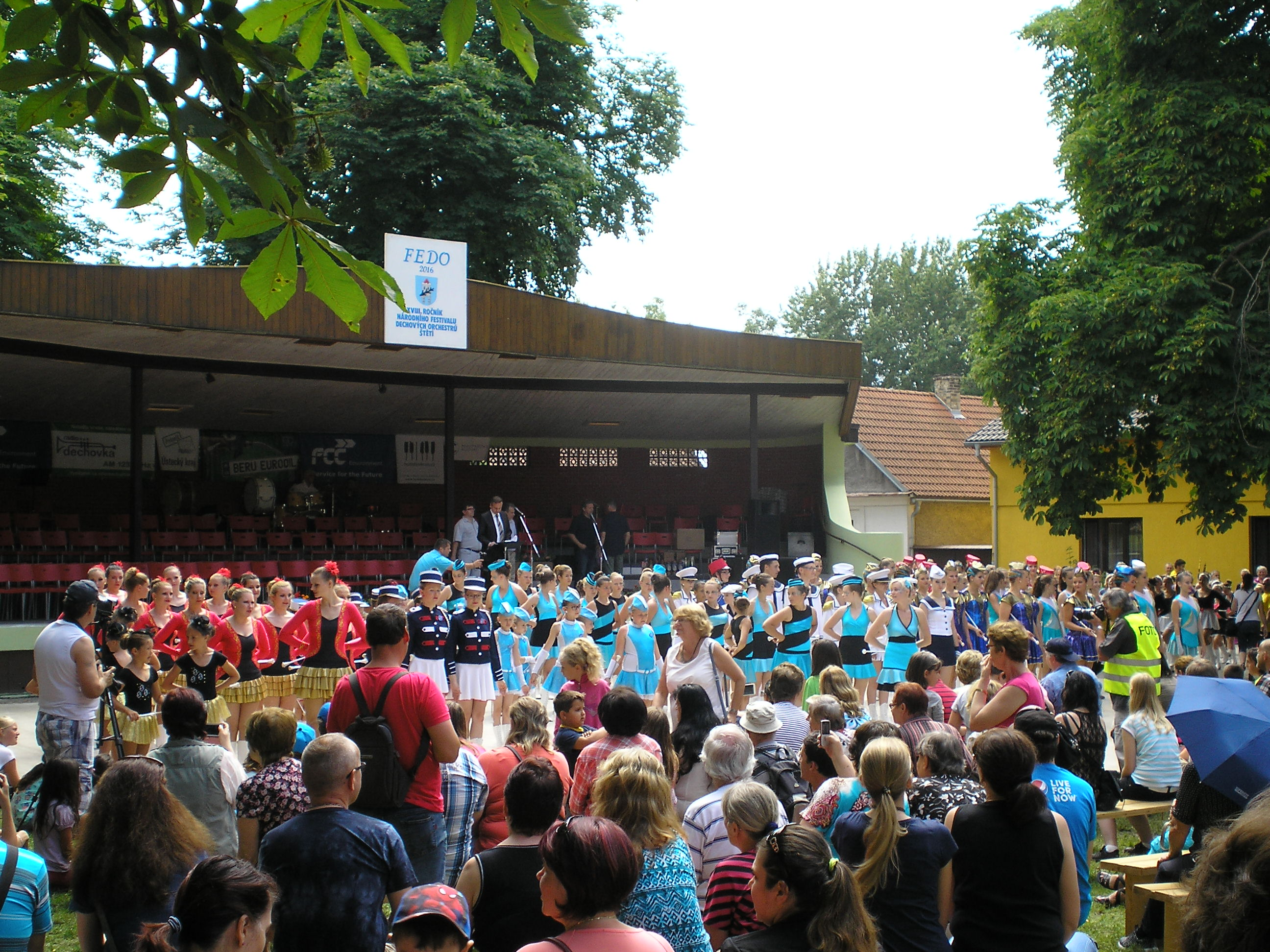
FEDO 2016 – Mažoretkové soubory
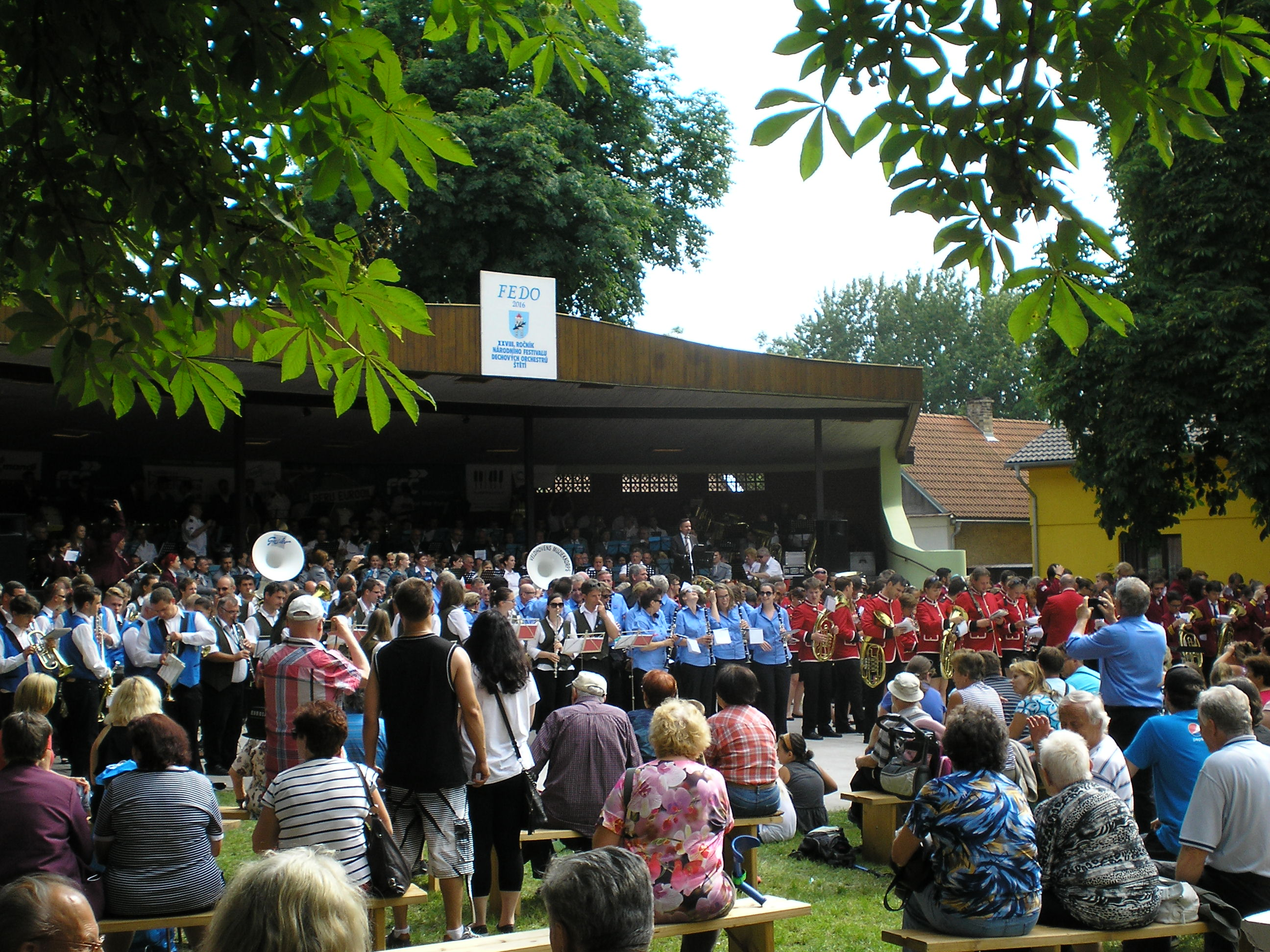
FEDO 2016 – závěrečné vystoupení orchestrů
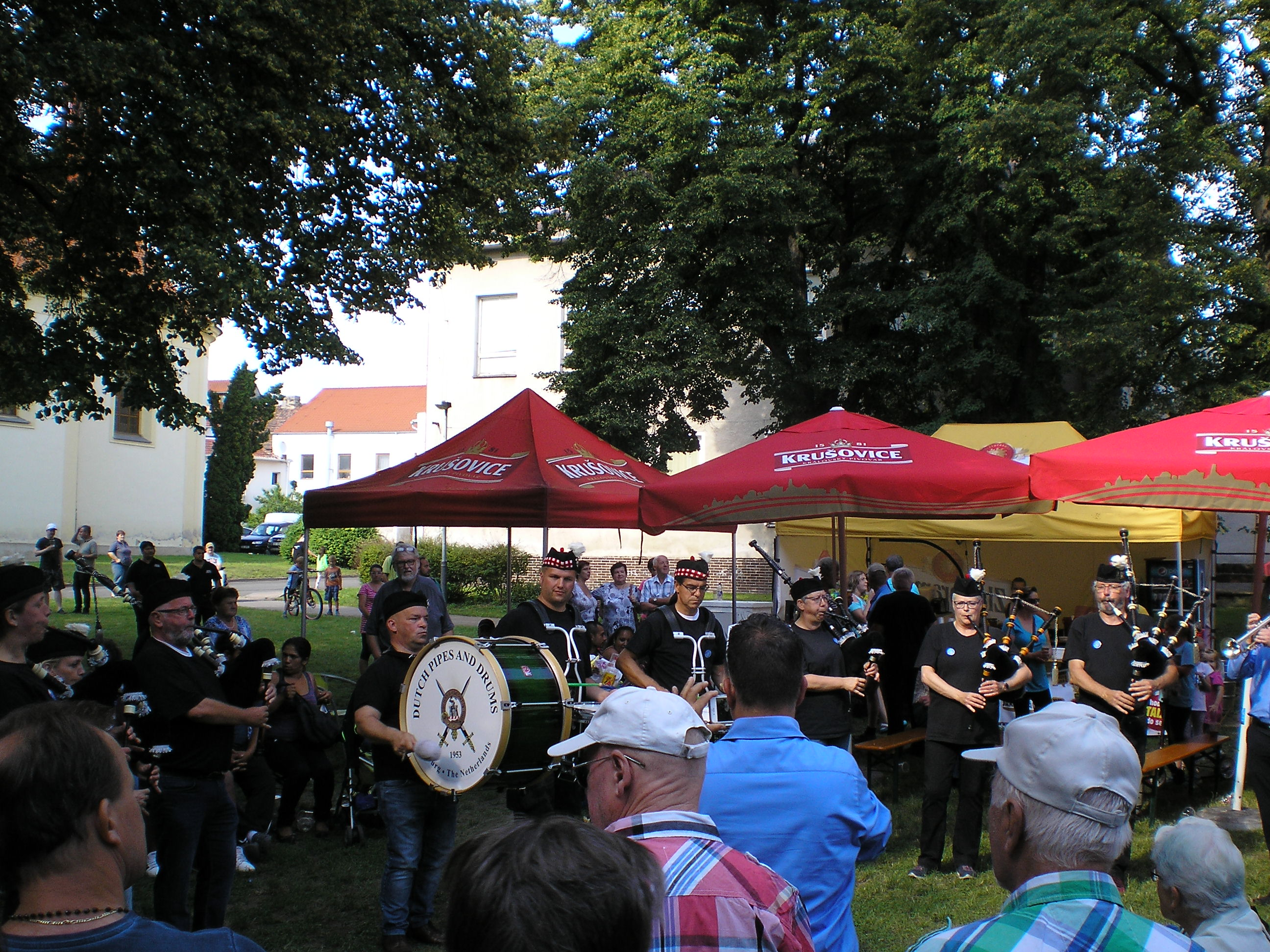
FEDO 2016 – Nizozemští dudáci Dutch Pipes and Drums